# Ofelia Mazzoni
Ofelia Mazzoni (Firenze, 29 giugno 1883 – Milano, 22 novembre 1935) è stata una scrittrice, poetessa e attrice teatrale italiana.

## Biografia
Figlia di un ferroviere, perse il padre a 4 anni e affrontò un'infanzia e una giovinezza di sacrifici e di decorosa povertà. Nel 1903 conobbe Eleonora Duse e Gabriele D'Annunzio, che la introdussero nel mondo del teatro; recitò nelle compagnie di Mario Fumagalli, Dina Galli e Italia Vitaliani, prima di abbandonare l'attività di attrice nel 1906. L'esperienza fu alla base del suo romanzo d'esordio, il semi-autobiografico Palcoscenico, pubblicato nel 1914.
Ricco di spunti autobiografici fu anche il secondo romanzo, Un'attrice. Insegnante di dizione all'Accademia dei filodrammatici di Milano, fu autrice di importanti testi pedagogici sulla recitazione quali Facciamo il teatro e L’arte della lettura. Aforismi e consigli pratici e di alcune opere teatrali. Nel 1921, con la raccolta Verso la foce, diede inoltre inizio ad una abbondante produzione poetica.  Nel 1923 ritornò alla recitazione con una serie di rappresentazioni dell’Orfeo di Angelo Poliziano da lei stessa messo in scena. Nella parte finale della sua carriera, grande successo editoriale ebbero i saggi Amicizia con Dio e Guida alla volontà.